# 1. ŽNL Osječko-baranjska 2009./10.
Prvenstvo je osvojio NK BSK Bijelo Brdo i izborila plasman u 4. HNL – Istok. Iz lige su u 2. ŽNL Osječko-baranjsku ispali: NK Motičina Donja Motičina, NK Petlovac, NK Sloga Ernestinovo i NK Hajduk Marijanci.

## Tablica
| Mj. | Klub                            | Sus. | Pobj. | Nerj. | Por. | GR.   | Bod.       |
| --- | ------------------------------- | ---- | ----- | ----- | ---- | ----- | ---------- |
| 1.  | NK BSK Bijelo Brdo              | 30   | 21    | 6     | 3    | 76:22 | 69         |
| 2.  | NK Viljevo                      | 30   | 20    | 2     | 8    | 63:29 | 62         |
| 3.  | NK Kešinci                      | 30   | 17    | 4     | 9    | 66:49 | 55         |
| 4.  | NK Zrinski Jurjevac Punitovački | 30   | 15    | 7     | 8    | 65:35 | 52         |
| 5.  | NK Vihor Jelisavac              | 30   | 14    | 5     | 11   | 58:41 | 47         |
| 6.  | NK BSK Termia Bizovac           | 30   | 14    | 5     | 11   | 62:52 | 47         |
| 7.  | NK Mladost Đakovačka Satnica    | 30   | 13    | 7     | 10   | 57:45 | 46         |
| 8.  | HNK Radnički Mece               | 30   | 13    | 3     | 14   | 45:51 | 41 (-1) ↓1 |
| 9.  | NK Lila                         | 30   | 12    | 5     | 13   | 65:81 | 41         |
| 10. | NK Darda                        | 30   | 11    | 7     | 12   | 54:54 | 40         |
| 11. | NK Borac Kneževi Vinogradi      | 30   | 10    | 9     | 11   | 47:51 | 39         |
| 12. | HNK Bilje                       | 30   | 12    | 2     | 16   | 46:53 | 38         |
| 13. | NK Motičina Donja Motičina      | 30   | 10    | 6     | 14   | 47:53 | 36         |
| 14. | NK Petlovac                     | 30   | 9     | 5     | 16   | 54:85 | 32         |
| 15. | NK Sloga Ernestinovo            | 30   | 6     | 1     | 23   | 28:70 | 19         |
| 16. | NK Hajduk Marijanci             | 30   | 4     | 4     | 22   | 26:88 | 16         |

## Rezultati
| NK Sloga Ernestinovo – NK Viljevo 2:1 NK BSK Bijelo Brdo – NK Zrinski Jurjevac Punitovački 5:1 NK Petlovac – NK Lila 4:2 NK Hajduk Marijanci – HNK Radnički Mece 2:0 HNK Bilje – NK Borac Kneževi Vinogradi 0:2 NK Kešinci – NK Motičina Donja Motičina 4:1 NK Mladost Đakovačka Satnica – NK BSK Termia Bizovac 3:0 NK Darda – NK Vihor Jelisavac 2:0 | NK Darda – NK Mladost Đakovačka Satnica 1:1 NK BSK Termia Bizovac – NK Kešinci 3:2 NK Motičina Donja Motičina – HNK Bilje 1:1 NK Borac Kneževi Vinogradi – NK Hajduk Marijanci 3:0 HNK Radnički Mece – NK Petlovac 3:1 NK Lila – NK BSK Bijelo Brdo 0:0 NK Zrinski Jurjevac Punitovački – NK Sloga Ernestinovo 1:0 NK Vihor Jelisavac – NK Viljevo 0:2    | NK Kešinci – NK Darda 3:1 HNK Bilje – NK BSK Termia Bizovac 2:0 NK Hajduk Marijanci – NK Motičina Donja Motičina 1:0 NK Petlovac – NK Borac Kneževi Vinogradi 5:1 NK BSK Bijelo Brdo – HNK Radnički Mece 2:0 NK Sloga Ernestinovo – NK Lila 2:0 NK Viljevo – NK Zrinski Jurjevac Punitovački 1:1 NK Mladost Đakovačka Satnica – NK Vihor Jelisavac 1:1    |
| NK Darda – HNK Bilje 5:0 NK Mladost Đakovačka Satnica – NK Kešinci 4:2 NK BSK Termia Bizovac – NK Hajduk Marijanci 1:0 NK Motičina Donja Motičina – NK Petlovac 0:0 NK Borac Kneževi Vinogradi – NK BSK Bijelo Brdo 2:0 HNK Radnički Mece – NK Sloga Ernestinovo 2:1 NK Lila – NK Viljevo 3:2 NK Vihor Jelisavac – NK Zrinski Jurjevac Punitovački 0:1 | NK Hajduk Marijanci – NK Darda 2:2 HNK Bilje – NK Mladost Đakovačka Satnica 0:1 NK Petlovac – NK BSK Termia Bizovac 1:1 NK BSK Bijelo Brdo – NK Motičina Donja Motičina 5:0 NK Sloga Ernestinovo – NK Borac Kneževi Vinogradi 1:0 NK Viljevo – HNK Radnički Mece 1:0 NK Zrinski Jurjevac Punitovački – NK Lila 6:3 NK Kešinci – NK Vihor Jelisavac 0:0    | NK Darda – NK Petlovac 1:4 NK Mladost Đakovačka Satnica – NK Hajduk Marijanci 0:0 NK Kešinci – HNK Bilje 3:2 NK BSK Termia Bizovac – NK BSK Bijelo Brdo 1:3 NK Motičina Donja Motičina – NK Sloga Ernestinovo 3:0 ↓2 NK Borac Kneževi Vinogradi – NK Viljevo 2:0 HNK Radnički Mece – NK Zrinski Jurjevac Punitovački 0:2 NK Vihor Jelisavac – NK Lila 4:0 |
| NK BSK Bijelo Brdo – NK Darda 5:1 NK Petlovac – NK Mladost Đakovačka Satnica 4:1 NK Hajduk Marijanci – NK Kešinci 0:3 NK Sloga Ernestinovo – NK BSK Termia Bizovac 0:2 NK Viljevo – NK Motičina Donja Motičina 1:0 NK Zrinski Jurjevac Punitovački – NK Borac Kneževi Vinogradi 1:1 NK Lila – HNK Radnički Mece 3:1 HNK Bilje – NK Vihor Jelisavac 2:1 | NK Darda – NK Sloga Ernestinovo 1:0 NK Mladost Đakovačka Satnica – NK BSK Bijelo Brdo 2:3 NK Kešinci – NK Petlovac 3:0 HNK Bilje – NK Hajduk Marijanci 4:0 NK BSK Termia Bizovac – NK Viljevo 4:2 NK Motičina Donja Motičina – NK Zrinski Jurjevac Punitovački 3:2 NK Borac Kneževi Vinogradi – NK Lila 2:2 NK Vihor Jelisavac – HNK Radnički Mece 4:0    | NK Viljevo – NK Darda 4:0 NK Sloga Ernestinovo – NK Mladost Đakovačka Satnica 0:2 NK BSK Bijelo Brdo – NK Kešinci 1:3 NK Petlovac – HNK Bilje 5:2 NK Zrinski Jurjevac Punitovački – NK BSK Termia Bizovac 1:1 NK Lila – NK Motičina Donja Motičina 2:1 HNK Radnički Mece – NK Borac Kneževi Vinogradi 2:0 NK Hajduk Marijanci – NK Vihor Jelisavac 1:1    |
| NK Darda – NK Zrinski Jurjevac Punitovački 1:1 NK Mladost Đakovačka Satnica – NK Viljevo 0:2 NK Kešinci – NK Sloga Ernestinovo 3:0 HNK Bilje – NK BSK Bijelo Brdo 0:1 NK Hajduk Marijanci – NK Petlovac 1:2 NK BSK Termia Bizovac – NK Lila 7:4 NK Motičina Donja Motičina – HNK Radnički Mece 2:1 NK Vihor Jelisavac – NK Borac Kneževi Vinogradi 2:1 | NK Lila – NK Darda 4:2 NK Zrinski Jurjevac Punitovački – NK Mladost Đakovačka Satnica 3:0 ↓3 NK Viljevo – NK Kešinci 1:0 NK Sloga Ernestinovo – HNK Bilje 2:0 NK BSK Bijelo Brdo – NK Hajduk Marijanci 3:0 HNK Radnički Mece – NK BSK Termia Bizovac 3:2 NK Borac Kneževi Vinogradi – NK Motičina Donja Motičina 1:1 NK Petlovac – NK Vihor Jelisavac 4:4 | NK Darda – HNK Radnički Mece 3:0 NK Mladost Đakovačka Satnica – NK Lila 4:1 NK Kešinci – NK Zrinski Jurjevac Punitovački 1:0 HNK Bilje – NK Viljevo 0:1 NK Hajduk Marijanci – NK Sloga Ernestinovo 2:0 NK Petlovac – NK BSK Bijelo Brdo 0:2 NK BSK Termia Bizovac – NK Borac Kneževi Vinogradi 3:3 NK Vihor Jelisavac – NK Motičina Donja Motičina 3:1    |
| NK Borac Kneževi Vinogradi – NK Darda 1:1 HNK Radnički Mece – NK Mladost Đakovačka Satnica 1:1 NK Lila – NK Kešinci 4:1 NK Zrinski Jurjevac Punitovački – HNK Bilje 5:1 NK Viljevo – NK Hajduk Marijanci 7:1 NK Sloga Ernestinovo – NK Petlovac 3:0 NK Motičina Donja Motičina – NK BSK Termia Bizovac 2:2 NK BSK Bijelo Brdo – NK Vihor Jelisavac 3:2 | NK Darda – NK Motičina Donja Motičina 2:1 NK Mladost Đakovačka Satnica – NK Borac Kneževi Vinogradi 2:1 NK Kešinci – HNK Radnički Mece 3:1 HNK Bilje – NK Lila 2:4 NK Hajduk Marijanci – NK Zrinski Jurjevac Punitovački 1:3 NK Petlovac – NK Viljevo 1:2 NK BSK Bijelo Brdo – NK Sloga Ernestinovo 1:1 NK Vihor Jelisavac – NK BSK Termia Bizovac 4:1    | NK BSK Termia Bizovac – NK Darda 2:0 NK Motičina Donja Motičina – NK Mladost Đakovačka Satnica 1:0 NK Borac Kneževi Vinogradi – NK Kešinci 1:4 HNK Radnički Mece – HNK Bilje 1:0 NK Lila – NK Hajduk Marijanci 3:1 NK Zrinski Jurjevac Punitovački – NK Petlovac 11:0 NK Viljevo – NK BSK Bijelo Brdo 1:1 NK Sloga Ernestinovo – NK Vihor Jelisavac 0:1   |
| NK Viljevo – NK Sloga Ernestinovo 1:0 NK Zrinski Jurjevac Punitovački – NK BSK Bijelo Brdo 1:1 NK Lila – NK Petlovac 4:1 HNK Radnički Mece – NK Hajduk Marijanci 2:0 NK Borac Kneževi Vinogradi – HNK Bilje 1:1 NK Motičina Donja Motičina – NK Kešinci 3:0 NK BSK Termia Bizovac – NK Mladost Đakovačka Satnica 3:1 NK Vihor Jelisavac – NK Darda 5:2 | NK Mladost Đakovačka Satnica – NK Darda 3:0 NK Kešinci – NK BSK Termia Bizovac 2:2 HNK Bilje – NK Motičina Donja Motičina 4:0 NK Hajduk Marijanci – NK Borac Kneževi Vinogradi 2:4 NK Petlovac – HNK Radnički Mece 2:4 NK BSK Bijelo Brdo – NK Lila 4:1 NK Sloga Ernestinovo – NK Zrinski Jurjevac Punitovački 0:2 NK Viljevo – NK Vihor Jelisavac 2:0    | NK Darda – NK Kešinci 3:1 NK BSK Termia Bizovac – HNK Bilje 2:0 NK Motičina Donja Motičina – NK Hajduk Marijanci 7:1 NK Borac Kneževi Vinogradi – NK Petlovac 2:0 HNK Radnički Mece – NK BSK Bijelo Brdo 1:2 NK Lila – NK Sloga Ernestinovo 1:0 NK Zrinski Jurjevac Punitovački – NK Viljevo 2:0 NK Vihor Jelisavac – NK Mladost Đakovačka Satnica 4:1    |
| HNK Bilje – NK Darda 2:1 NK Kešinci – NK Mladost Đakovačka Satnica 1:0 NK Hajduk Marijanci – NK BSK Termia Bizovac 3:1 NK Petlovac – NK Motičina Donja Motičina 1:2 NK BSK Bijelo Brdo – NK Borac Kneževi Vinogradi 4:0 NK Sloga Ernestinovo – HNK Radnički Mece 1:5 NK Viljevo – NK Lila 6:2 NK Zrinski Jurjevac Punitovački – NK Vihor Jelisavac 3:0 | NK Darda – NK Hajduk Marijanci 5:0 NK Mladost Đakovačka Satnica – HNK Bilje 6:2 NK BSK Termia Bizovac – NK Petlovac 4:0 NK Motičina Donja Motičina – NK BSK Bijelo Brdo 1:4 NK Borac Kneževi Vinogradi – NK Sloga Ernestinovo 2:1 HNK Radnički Mece – NK Viljevo 2:1 NK Lila – NK Zrinski Jurjevac Punitovački 2:0 NK Vihor Jelisavac – NK Kešinci 4:1    | NK Petlovac – NK Darda 0:0 NK Hajduk Marijanci – NK Mladost Đakovačka Satnica 1:1 HNK Bilje – NK Kešinci 3:1 NK BSK Bijelo Brdo – NK BSK Termia Bizovac 1:0 NK Sloga Ernestinovo – NK Motičina Donja Motičina 0:1 NK Viljevo – NK Borac Kneževi Vinogradi 3:2 NK Zrinski Jurjevac Punitovački – HNK Radnički Mece 3:0 ↓4 NK Lila – NK Vihor Jelisavac 0:0 |
| NK Darda – NK BSK Bijelo Brdo 0:2 NK Mladost Đakovačka Satnica – NK Petlovac 2:0 NK Kešinci – NK Hajduk Marijanci 3:0 NK BSK Termia Bizovac – NK Sloga Ernestinovo 6:2 NK Motičina Donja Motičina – NK Viljevo 0:1 NK Borac Kneževi Vinogradi – NK Zrinski Jurjevac Punitovački 0:0 HNK Radnički Mece – NK Lila 2:2 NK Vihor Jelisavac – HNK Bilje 3:0 | NK Sloga Ernestinovo – NK Darda 2:5 NK BSK Bijelo Brdo – NK Mladost Đakovačka Satnica 1:1 NK Petlovac – NK Kešinci 3:3 NK Hajduk Marijanci – HNK Bilje 1:2 NK Viljevo – NK BSK Termia Bizovac 3:0 NK Zrinski Jurjevac Punitovački – NK Motičina Donja Motičina 4:2 NK Lila – NK Borac Kneževi Vinogradi 4:2 HNK Radnički Mece – NK Vihor Jelisavac 2:0    | NK Darda – NK Viljevo 0:2 NK Mladost Đakovačka Satnica – NK Sloga Ernestinovo 6:0 NK Kešinci – NK BSK Bijelo Brdo 0:0 HNK Bilje – NK Petlovac 4:0 NK BSK Termia Bizovac – NK Zrinski Jurjevac Punitovački 2:0 NK Motičina Donja Motičina – NK Lila 2:2 NK Borac Kneževi Vinogradi – HNK Radnički Mece 2:0 NK Vihor Jelisavac – NK Hajduk Marijanci 4:1    |
| NK Zrinski Jurjevac Punitovački – NK Darda 1:1 NK Viljevo – NK Mladost Đakovačka Satnica 3:0 NK Sloga Ernestinovo – NK Kešinci 1:4 NK BSK Bijelo Brdo – HNK Bilje 2:0 NK Petlovac – NK Hajduk Marijanci 4:1 NK Lila – NK BSK Termia Bizovac 0:4 HNK Radnički Mece – NK Motičina Donja Motičina 2:1 NK Borac Kneževi Vinogradi – NK Vihor Jelisavac 2:1 | NK Darda – NK Lila 4:0 NK Mladost Đakovačka Satnica – NK Zrinski Jurjevac Punitovački 2:0 NK Kešinci – NK Viljevo 3:2 HNK Bilje – NK Sloga Ernestinovo 4:2 NK Hajduk Marijanci – NK BSK Bijelo Brdo 0:6 NK BSK Termia Bizovac – HNK Radnički Mece 1:3 NK Motičina Donja Motičina – NK Borac Kneževi Vinogradi 2:2 NK Vihor Jelisavac – NK Petlovac 3:0    | HNK Radnički Mece – NK Darda 3:3 NK Lila – NK Mladost Đakovačka Satnica 4:5 NK Zrinski Jurjevac Punitovački – NK Kešinci 3:1 NK Viljevo – HNK Bilje 1:0 NK Sloga Ernestinovo – NK Hajduk Marijanci 3:1 NK BSK Bijelo Brdo – NK Petlovac 7:0 NK Borac Kneževi Vinogradi – NK BSK Termia Bizovac 1:0 NK Motičina Donja Motičina – NK Vihor Jelisavac 3:0    |
| NK Darda – NK Borac Kneževi Vinogradi 3:1 NK Mladost Đakovačka Satnica – HNK Radnički Mece 1:2 NK Kešinci – NK Lila 4:1 HNK Bilje – NK Zrinski Jurjevac Punitovački 1:0 NK Hajduk Marijanci – NK Viljevo 0:5 NK Petlovac – NK Sloga Ernestinovo 5:3 NK BSK Termia Bizovac – NK Motičina Donja Motičina 2:1 NK Vihor Jelisavac – NK BSK Bijelo Brdo 2:1 | NK Motičina Donja Motičina – NK Darda 3:1 NK Borac Kneževi Vinogradi – NK Mladost Đakovačka Satnica 2:2 HNK Radnički Mece – NK Kešinci 2:3 NK Lila – HNK Bilje 1:5 NK Zrinski Jurjevac Punitovački – NK Hajduk Marijanci 3:0 NK Viljevo – NK Petlovac 5:2 NK Sloga Ernestinovo – NK BSK Bijelo Brdo 1:5 NK BSK Termia Bizovac – NK Vihor Jelisavac 4:2    | NK Darda – NK BSK Termia Bizovac 3:1 NK Mladost Đakovačka Satnica – NK Motičina Donja Motičina 4:2 NK Kešinci – NK Borac Kneževi Vinogradi 4:3 HNK Bilje – HNK Radnički Mece 2:0 NK Hajduk Marijanci – NK Lila 3:6 NK Petlovac – NK Zrinski Jurjevac Punitovački 5:4 NK BSK Bijelo Brdo – NK Viljevo 1:0 NK Vihor Jelisavac – NK Sloga Ernestinovo 3:0    |